# Hendrik Krock
Hendrik (lub Henrik) Krock (ur. 21 lipca 1671 we Flensburgu, zm. 18 listopada 1738 w Kopenhadze) – duński malarz epoki późnego baroku. Był nadwornym malarzem duńskiego króla Fryderyka IV.

## Życiorys
W 1688 przybył do Kopenhagi. W 1693 był we Włoszech, by studiować włoskie malarstwo. Tworzył dzieła o tematyce religijnej, m.in. obrazu „Zmartwychwstanie”. Od 1706 nadworny malarz. Razem ze swym kolegą Benoît le Coffre, Krock był najwybitniejszym malarzem historycznym duńskiego baroku.